# Graveyard (spanische Band)

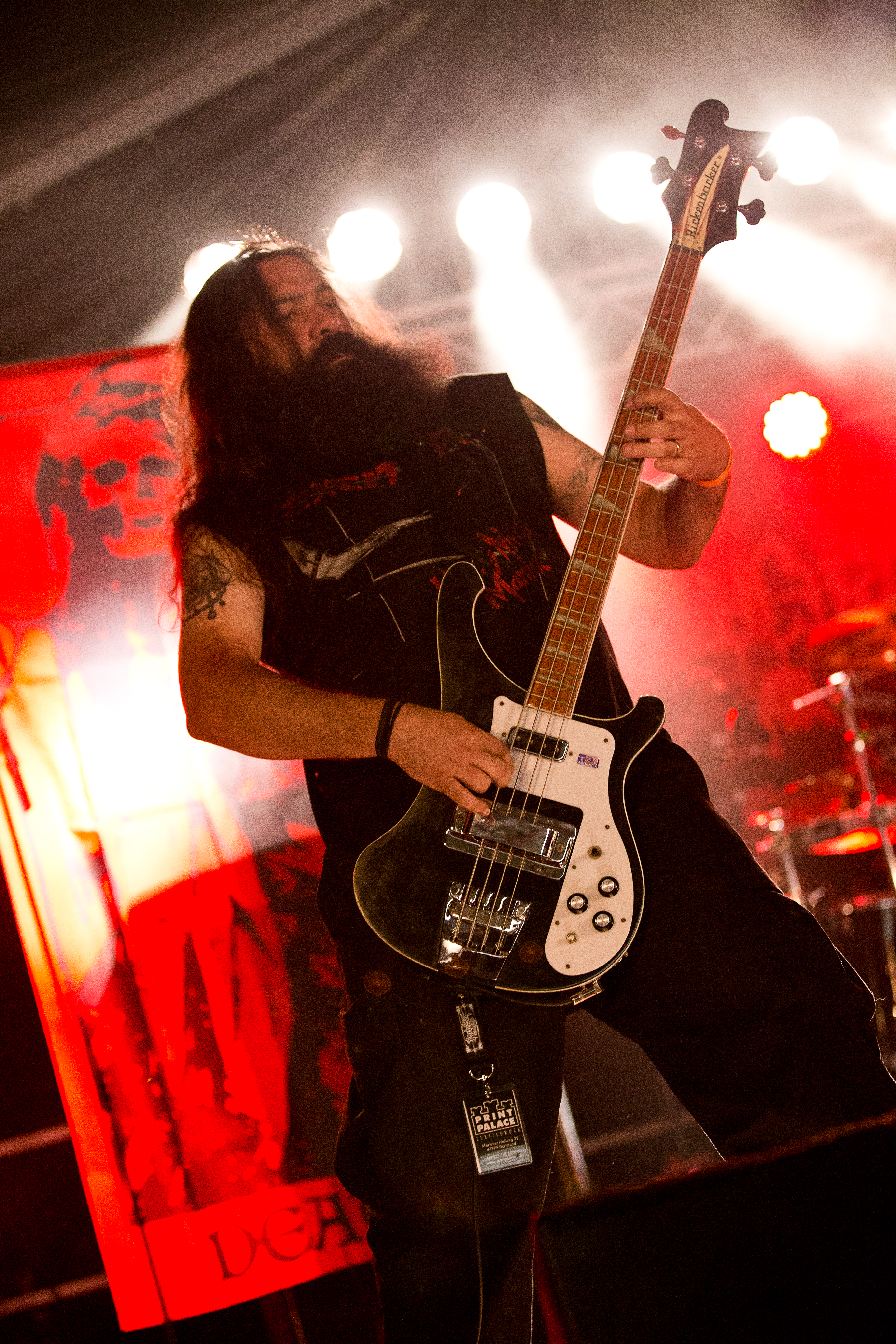
Bassist und Sänger Julkarn, Party.San 2016

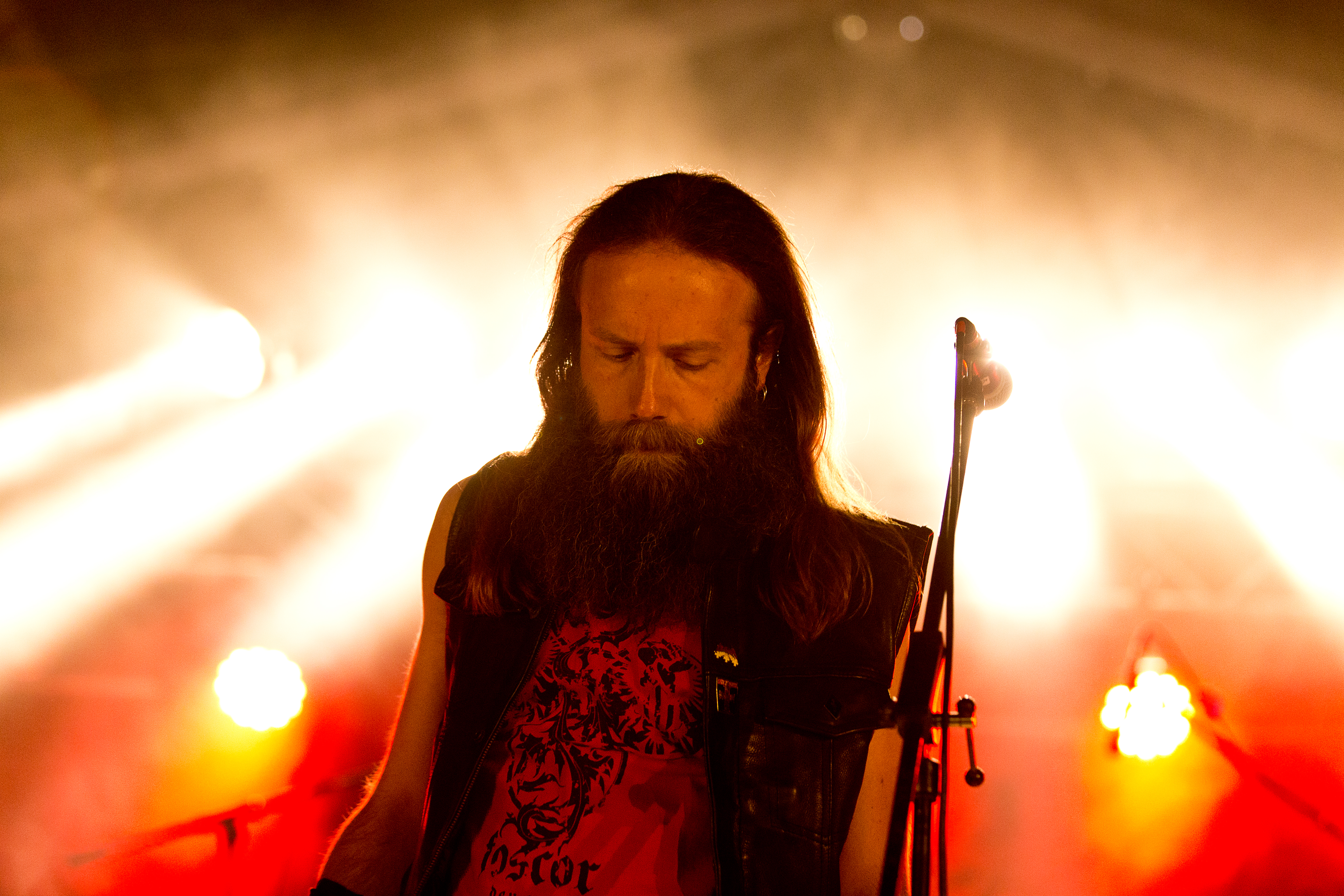
Sänger Fiar, Party.San 2016

Graveyard ist eine spanische Death-Metal-Band aus Barcelona, die im Jahr 2007 gegründet wurde.

## Geschichte
Die Band wurde im Juli 2007 gegründet, nachdem Bastard und Julkarn auf Schlagzeuger Gusi stießen. Am 25. August begab sich die Band für die ersten Aufnahmen in eine Garage in Castelldefels, welche Roberto F. Giordano gehörte, der später alle Cover ihrer Alben gestalten sollte. Die Aufnahmen wurden in Bastards Moontower Studio beendet. Nachdem das Abmischen der Lieder in diesen Studio beendet war, wurden sie im Oktober als Demo unter dem Namen Into the Mausoleum veröffentlicht. Im November kam SBE als zweiter Gitarrist zur Besetzung. Durch das Demo erreichte die Band im Dezember einen Vertrag bei Black Seed Productions, worüber das Demo als EP mit einer Auflage von 1.000 Stück veröffentlicht wurde. Die EP enthielt neben den bereits bekannten, neu gemasterten Liedern ein In- und Outro, sowie das Bonuslied Zombie Ritual, eine Death-Coverversion. Zur selben Zeit unterzeichnete die Band einen Vertrag bei Antichristian Front Records, worüber die EP auf Vinyl ebenfalls erschien, nur, dass hierauf mit Cenotaph eine Bolt-Thrower-Coverversion enthalten war. Die Kassetten-Version der EP war auf 100 Stück begrenzt und erschien über Ars Funebris Records. Die Death- und Bolt-Thrower-Coverversionen wurden im Februar 2008 im Moontower Studio aufgenommen. Außerdem wurde mit What Dwells Beneath ein weiteres neues Lied aufgenommen. Am 1. März folgte in Barcelona ihr erstes Konzert zusammen mit Obscure, Asfixia und Death Mechanism. Zu dieser Zeit erschien die EP über Ars Funebris Records und Black Seed Productions. Nach weiteren Proben folgten gegen Ende April weitere Auftritte in Madrid zusammen mit der serbischen Black-Metal-Band The Stone. Danach folgte ein weiterer Auftritt mit dieser Band in Portugal, wobei außerdem noch Bloodline vertreten war. Außerdem spielte die Band auf dem portugiesischen Barroselas Fest, zusammen mit Gruppen wie Nifelheim, Enslaved, Regurgitate, Brujeria, Fleshcrawl und Rotten Sound. Anfang Mai folgte ein weiterer Auftritt in Barcelona zusammen mit Fatal Injury. Zwei Wochen später spielte die Band in Lleida zusammen mit Between the Frost, Nebulah und Spellcraft auf dem Sabbath Fest. Zu dieser Zeit nahm die Band zwei Lieder namens Howl of the Black Death und Wormfeast auf, die auf einer Split-Veröffentlichung zu hören sein sollten. Im Juni folgten Auftritte zusammen Metralla und Körgull the Exterminator. Im Juli sollte die Band in Barcelona als Vorgruppe für Forbidden spielen, jedoch wurde dieser Auftritt abgesagt. Im Sommer desselben Jahres erschienen zwei Split-Veröffentlichungen zusammen mit Terrorist bzw. Deathevokation.
Im Oktober 2008 spielte die Band zusammen mit Artillery, Necrodeath, Girlschool und Silver Fist in Barcelona und sagte hierfür einen Auftritt auf dem Berliner Black Land Festival ab, wo sie zusammen mit Protector, Minotaur, Manos und Morrigan gespielt hätte. Gegen Ende des Monats spielte die Band zusammen mit Hail of Bullets in Barcelona. Im November folgten weitere Konzerte zusammen mit Lie in Ruins und Metralla. Am nächsten Tag begab sich die Band nach Madrid, um auf dem Trauma Fest zusammen mit Dead Congregation, Haemorrhage, Demigod, Vomitory, Regurgitate, Rompeprop, Skepticism und Gruesome Stuff Relish zu spielen. Im Dezember folgten die ersten Proben zum Debütalbum One with the Dead. Zudem verkündete die Band das Erscheinen einer weiteren Split-Veröffentlichung, auf der die Gruppe zusammen mit Nominon jeweils ein Lied von Candlemass coverten. Im Januar 2009 setzte die Band ihre Proben fort. Am 21. Januar erschien über Iron Bonehead Productions die Split-Veröffentlichung zusammen mit Terrorist, worauf die Band mit dem Lied Howl of the Black Death und einer Live-Version von Ritual zu hören war. Zwei Tage folgte über Nuclear War Now! Productions die Split-Veröffentlichung mit Deathevokation, worauf die Gruppe mit dem Lied What Dwells Beneath vertreten war. Im Februar folgten Auftritte im spanischen Sabadell zusammen mit Horrid und Nominon. Zudem begann in diesem Monat die Vorproduktion für One with the Dead. Im März hielt die Band weitere Auftritte ab, zusammen mit Hate in Tarragona, mit Machetazo, Hindrance und Pesta Porcina in Barcelona und mit Profundis Tenebrarum, Visceral Damage und Kondena in Valencia. Im April schloss sich ein Auftritt mit Asphyx in Barcelona an, wobei noch Gruppen wie Nominon, Violent Headache und Looking for an Answer. Im selben Monat begab sich die Band in das Moontower Studio, um mit den Aufnahmen zu One with the Dead zu beginnen. Per Karlsson von Nominon nahm hierbei das Schlagzeug für das Bonuslied A Tale of Creation, ein Candlemass-Cover, auf. Im Mai erschien die Vinyl-Version der EP Into the Mausoleum über Antichristian Front Records. Im selben Monat wurden außerdem die Aufnahmen für das Debütalbum fortgesetzt und im Anschluss abgemischt. Außerdem spielte die Gruppe auf dem Pyrenean Metal Fest im französischen Perpignan zusammen mit Körgull the Exterminator, Cryrsys und Zoldier Noiz auf dem Glorifying the Grand Beast Fest in Berlin, zusammen mit Necros Christos, Morbosidad, Kaamos und Necroccultus. In den folgenden beiden Monaten wurde das Debütalbum von Dan Swanö im Unisound Studio gemastert sowie die letzten Arbeiten am Album vollendet. Im August folgte ein Auftritt in Almería zusammen mit Looking for an Answer, Avulsed, Death over Threat und Morvity. Im September folgte die Veröffentlichung von One With the Dead über Black Seed Productions. Auf dem Album waren neben Per Karlsson Dan Swanö, Roni Sahari von Lie in Ruins und Pedro J. Mas Antón von Metralla als Gastmusiker zu hören. Im Oktober folgte ein Auftritt in Sabadell zusammen mit Proclamation und Goat Torment. Im Januar 2010 spielte die Gruppe zusammen mit Decayed und Dishammer auf dem BlackSeed Festival in Madrid. Zwei weitere Auftritte hielt die Band dann im Februar ab, zusammen mit der schwedischen Band Tormented und Ataraxy in Saragossa und in Sabadell mit Ataraxy und Decapitated Christ. Im März spielte die Band in Mailand zusammen mit Horrid und entwickelte fünf neue Lieder, die auf diversen Splits und EPs erscheinen sollten. Zudem wurde eine Split-Veröffentlichung mit Redimoni vorbereitet, die bisher jedoch noch nicht erschien. Eine Tour durch Schweden zusammen mit Nominon schloss sich im Mai an, wobei drei Auftritte in Jönköping, Sundsvall, dort als erste spanische Band überhaupt, und Stockholm abgehalten wurden. Die Gruppe spielte hierbei außerdem noch zusammen mit Semlah, Tormented und Cynical Hatred. Im selben Monat erschien das Debütalbum über Ars Funebris Records auf Kassette, wobei die Auflage auf 200 Stück begrenzt war. Ab Juni 2010 pausierte die Band, um an neuen Liedern und Projekten arbeiten zu können.
Im September 2010 nahm die Band die EP The Altar of Sculpted Skulls auf, die eine neu aufgenommene Version des Liedes Ritual, das bereits auf Into the Mausoleum enthalten war, und eine neu abgemische Version von Howl of the Black Death, das erstmals auf der Split-Veröffentlichung mit Terrorist zu hören war, enthielt. Zudem nahm die Band das Lied A Dream of a Million Corpses auf, das für eine Split-Veröffentlichung zusammen mit Winterwolf bestimmt war. Zudem erreichte die Band zur Veröffentlichung der EP einen Vertrag bei den Labels Pulverised Records und Doomentia Records. Im November folgte ein Auftritt in Barcelona auf dem Antiratzinger Fest zusammen mit Körgull the Exterminator, Insulters, Ered, Lux Divina, Foscor, Decapitated Christ und Redimoni. Im März 2011 spielte die Band auf dem Pentagram Fest mit Machetazo, den Schweden von Interment, Severe Torture, Ataraxy und Looking for an Answer. Im September spielte die Band mit Lie in Ruins in Castellón. Zudem erschien über Unholy Domain Records eine Split-Veröffentlichung zusammen mit Necro. Graveyard coverte hierauf Gruppen wie Motörhead, Celtic Frost, Bolt Thrower und Death. Zur selben Zeit erschien The Altar of Sculpted Skulls über Doomentia Records. Im November folgte ein Auftritt in Barcelona mit Angelus Apatrida. Im Folgemonate schloss sich in Galicien ein Auftritt mit Balmog und Wargoatcult auf dem Holy Hell Fest. Da Gitarrist SBE nicht an diesem Auftritt teilnehmen konnte, kam Mark Wild von Körgull the Exterminator als Ersatz zur Band. Im Februar 2012 erschien die EP The Altar of Sculpted Skulls nun auch bei Pulverised Records, wobei die Auflage auf 1.000 Stück begrenzt war. Zudem arbeitete die Band ihrem neuen Album The Sea Grave und nahm hierfür Of Thirst and Eternal Death und das Paradise-Lost-Cover Eternal auf. Im Juni folgte ein Auftritt mit Gruppen wie Körgull the Exterminator, Atonement, Onirophagus, Tort und Maniac auf dem Zineroceous Fest in Barcelona. Es sollte der letzte Auftritt mit Gitarrist SBE sein; dieser verließ die Band im August, einen Tag vor den geplanten Aufnahmen zum zweiten Album. Die Band setzte die Aufnahmen ohne ihn fort, wobei die Arbeiten zum Album vier Monate lang anhielten. Während der Aufnahmen kam Mark Wild als permanenter Gitarrist zur Band, nachdem er der Band schon vorher live ausgeholfen hatte. Außerdem erschien über Cyclone Empire Records eine Split-Veröffentlichung zusammen mit Nominon, worauf beide Bands Candlemass-Lieder coverten. Die Veröffentlichung war auf 500 Stück limitiert. Die Gruppe erreichte einen Vertrag bei dem deutschen Label War Anthem Records, worüber das zweite Album The Sea Grave im März 2013 erschien. Im November 2012 war Fiar als neuer Live-Sänger zur Band gekommen. Bei den Aufnahmen zum zweiten Album waren zudem noch einige weitere Lieder entstanden, die für eine Split-Veröffentlichung über Selmadegod Records mit Ulcer verwendet wurde.

## Stil
Die Band spielte auf ihrem Debütalbum One with the Dead klassischen Death Metal, wobei die Musik an schwedische Gruppen wie Grave und Dismember erinnert. Auch auf dem zweiten Album dominiert klassischer Death Metal, der an Gruppen wie Entombed, Nihilist, alte Death, Dismember und Bolt Thrower erinnert.

## Diskografie
- Into the Mausoleum (Demo, 2007, Eigenveröffentlichung)
- Into the Mausoleum (EP, 2007, Black Seed Productions)
- Graveyard / Terrorist (Split mit Terrorist, 2009, Iron Bonehead Productions)
- Graveyard / Deathevokation (Split mit Deathevokation, 2009, Nuclear War Now! Productions)
- One with the Dead (Album, 2009, Black Seed Productions)
- Graveyard / Necro (Split mit Necro, 2011, Unholy Domain Records)
- The Altar of Sculpted Skulls (EP, 2011, Doomentia Records)
- Graveyard vs. Nominon (Split mit Nominom, 2012, Cyclone Empire Records)
- Of Ancient Metal and Eternal Death (Split mit Ulcer, 2013, Selfmadegod Records)
- The Sea Grave (Album, 2013, War Anthem Records)